# Ici-bas, ici-même
Albums de Miossec
Chansons ordinaires
(2011) Mammifères
(2016)
Ici-bas, ici-même est le neuvième album de Christophe Miossec sorti le 14 avril 2014. Un premier extrait, On vient à peine de commencer, est dévoilé en février 2014.

## Liste des titres
| No  | Titre                         | Durée |
| --- | ----------------------------- | ----- |
| 1.  | On vient à peine de commencer |       |
| 2.  | Le Cœur                       |       |
| 3.  | Samedi soir au Vauban         |       |
| 4.  | Qui nous aime                 |       |
| 5.  | Ce qui nous atteint           |       |
| 6.  | Nos morts                     |       |
| 7.  | Répondez par oui ou par non   |       |
| 8.  | Bête, comme j'étais avant     |       |
| 9.  | À l'attaque !                 |       |
| 10. | Le Plaisir, les Poisons       |       |
| 11. | Des touristes                 |       |